# Inga allenii
Inga allenii là một loài rau đậu thuộc họ Fabaceae.
Loài này có ở Colombia, Costa Rica, và Panama.
Chúng hiện đang bị đe dọa vì mất môi trường sống.